# Ptinus nigripennis
Ptinus nigripennis is een keversoort uit de familie klopkevers (Ptinidae). De wetenschappelijke naam van de soort werd in 1837 gepubliceerd door Comolli.